# Война Карфагена с Александром Македонским
Война Карфагена с Александром Македонским — участие Карфагена в войне с Александром Македонским на стороне финикийского города Тира.
В Тир, являвшийся метрополией Карфагена, ежегодно приезжали пунийские послы для принесения жертв в местном храме Мелькарта. Они находились в Тире, когда Александр Македонский решил строить мол, чтобы захватить город. Карфагеняне уверили власти Тира в том, что метрополии будет оказана всевозможная помощь. Как писал Квинт Курций Руф, «пунийцы начали убеждать тирийцев мужественно вынести осаду, обещая скорое прибытие помощи из Карфагена, ибо в те времена моря были в значительной мере во власти пунического флота».
Но расчёты тирийцев на помощь из Карфагена не оправдались. Из-за войны, которую Карфаген как раз в этот момент вёл с Сиракузами, он отказался прислать свои войска для обороны метрополии. Тиряне лишь смогли эвакуировать в Карфаген некоторое количество женщин и детей. Карфагенская флотилия помогала тирскому флоту.
Захватив после долгой осады город, Александр пунийских послов пощадил, но объявил Карфагену войну, хотя и отложил её до завершения своего восточного похода.
По данным Диодора, Курция Руфа и Арриана, незадолго до своей внезапной смерти Александр хотел, «отправившись из Персии, обогнуть большую часть Аравии, страну эфиопов, а также Ливию и Нумидию. Пройдя по ту сторону Атласа до Гадеса, выйти в наше (то есть Средиземное) море и, подчинив себе всю Ливию (Африку) и Карфаген, получить право называться царём всей земли». Возможно, что для этих целей и был построен огромный флот, который должен был возглавить Неарх.
Карфагеняне, зная о планах Александра, подослали к нему в 331/330 году до н. э. (ср.: Front., I, 2sq.; Oros., IV, 6, 21) шпиона — Гамилькара Родана. Марк Юниан Юстин писал: «Гамилькар, добившись через Пармениона доступа к царю (Александру), притворился, будто бы бежал к Александру после изгнания из родины, и предложил стать рядовым солдатом в его походах. Выведывая таким образом замыслы Александра, он обо всём сообщал своим согражданам на деревянных дощечках, покрытых сверху слоем чистого воска».
Тот же Юстин сообщал о том, что основание Александрии Египетской пунийцы воспринимали как угрозу.
Однако, поход на Карфаген не состоялся ввиду загадочной смерти Александра. Есть конспирологическая версия причастности к этому карфагенян: Александра Македонского отравил Аристотель, подкупленный Сократом и другими представителями Карфагена.